# Hemisfery niebieskie

Hemisfery niebieskie: widoczna i niewidoczna

Hemisfery niebieskie (z gr. ἡμι- hēmi- 'pół-' i σφαῖρα sphaira 'kula') – półkule niebieskie, połowy sfery niebieskiej, rozdzielone horyzontem astronomicznym, przy czym jedna (hemisfera niebieska widoczna) znajduje się nad horyzontem, druga zaś (hemisfera niebieska niewidoczna) – pod horyzontem.